# Guy Gilpatric
John Guy Gilpatric (21 de enero de 1896 - 7 de julio de 1950) fue un piloto americano, instructor de vuelo, periodista, escritor de cuentos y novelista, conocido por sus historias del Sr. Glencannon.

## Biografía
Guy Gilpatric nació el 21 de enero de 1896 en Nueva York. Era hijo de un inmigrante escocés. Cuando tenía siete años, vio un avión por primera vez y decidió que quería ser piloto. Tuvo éxito a una edad muy joven y en 1912 estableció el récord de altitud en Estados Unidos. Fue una demostración, truco y prueba piloto y actuó en varias películas. Para una película que estaba planeado que tenía que estrellarse un avión. Gilpatric lo hizo y sobrevivió al accidente. Sin embargo, las grabaciones no eran buenas por lo que tuvo que hacerlo de nuevo.
Durante la Primera Guerra Mundial fue un piloto de combate para el ejército de Estados Unidos. Se quedó en Europa y trabajó como reportero de guerra. Después de la guerra, Gilpatric vivió en Antibes y trabajó como agente de publicidad. Fue allí donde tuvo la inspiración para sus historias Sr. Glencannon, que fueron publicados en el The Saturday Evening Post. En 1940, él y su esposa Louise regresaron a los EE. UU. En 1943, su libro "Acción en el Atlántico Norte" fue hecho una película. Louise fue hospitalizada en 1950.

## Trabajos
Gilpatric es principalmente conocido por sus relatos cortos sobre el ingeniero escocés Colin Glencannon, publicados en el The Saturday Evening Post y empaquetados en numerosos libros. En 1959, se produjo una serie de TV sobre Glencannon de 39 episodios, protagonizada por Thomas Mitchell como Colin Glencannon.

## Pacto de asesinato-suicidio
Cuando su esposa, Maude Louise Gilpatric, se enteró de que padecía cáncer de mama en julio de 1950, decidieron suicidarse juntos.

## Premios y distinciones
Premios Óscar
| Año  | Categoría       | Película                     | Resultado |
| ---- | --------------- | ---------------------------- | --------- |
| 1944 | Mejor argumento | Acción en el Atlántico Norte | Nominado  |